# Waltershausen
Waltershausen (pronunciación en alemán: /valtɐsˈhaʊ̯zn̩/ⓘ) es una ciudad en el centro de Turingia, Alemania. Waltershausen tiene 10.668 habitantes (2010) y esta parte del Distrito de Gotha. 
Waltershausen es una ciudad antigua con un centro medieval. El castillo Tenneberg sobre la ciudad fue una residencia de la dinastía Ludowinger. La iglesia mayor de 1719 fue modelo para la Frauenkirche de Dresde. Además Waltershausen es un centro de la industria automovilística con fábricas de Continental AG y Multicar.
La ciudad tiene conexión de tranvía con Gotha desde 1929.

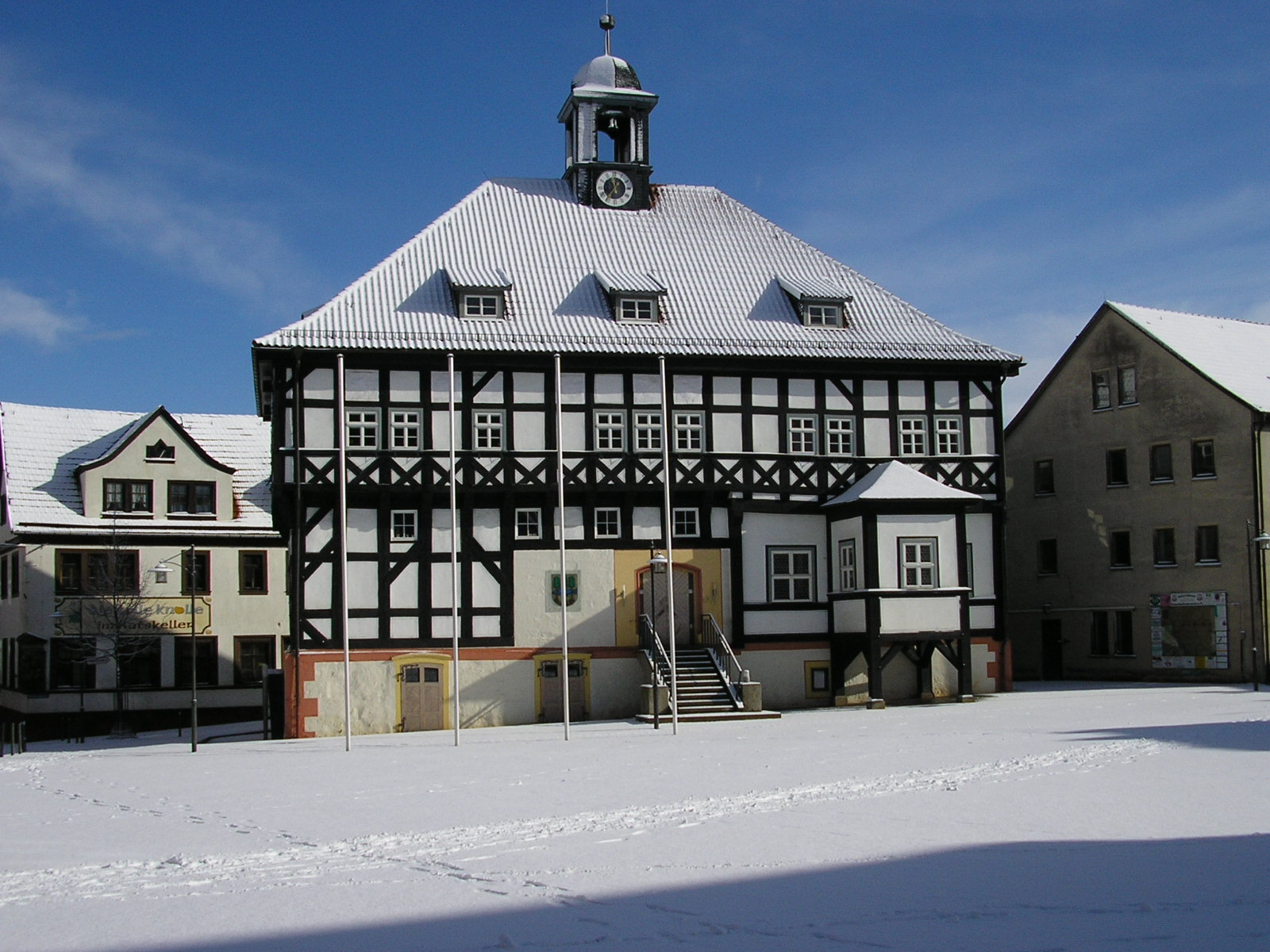
Ayuntamiento
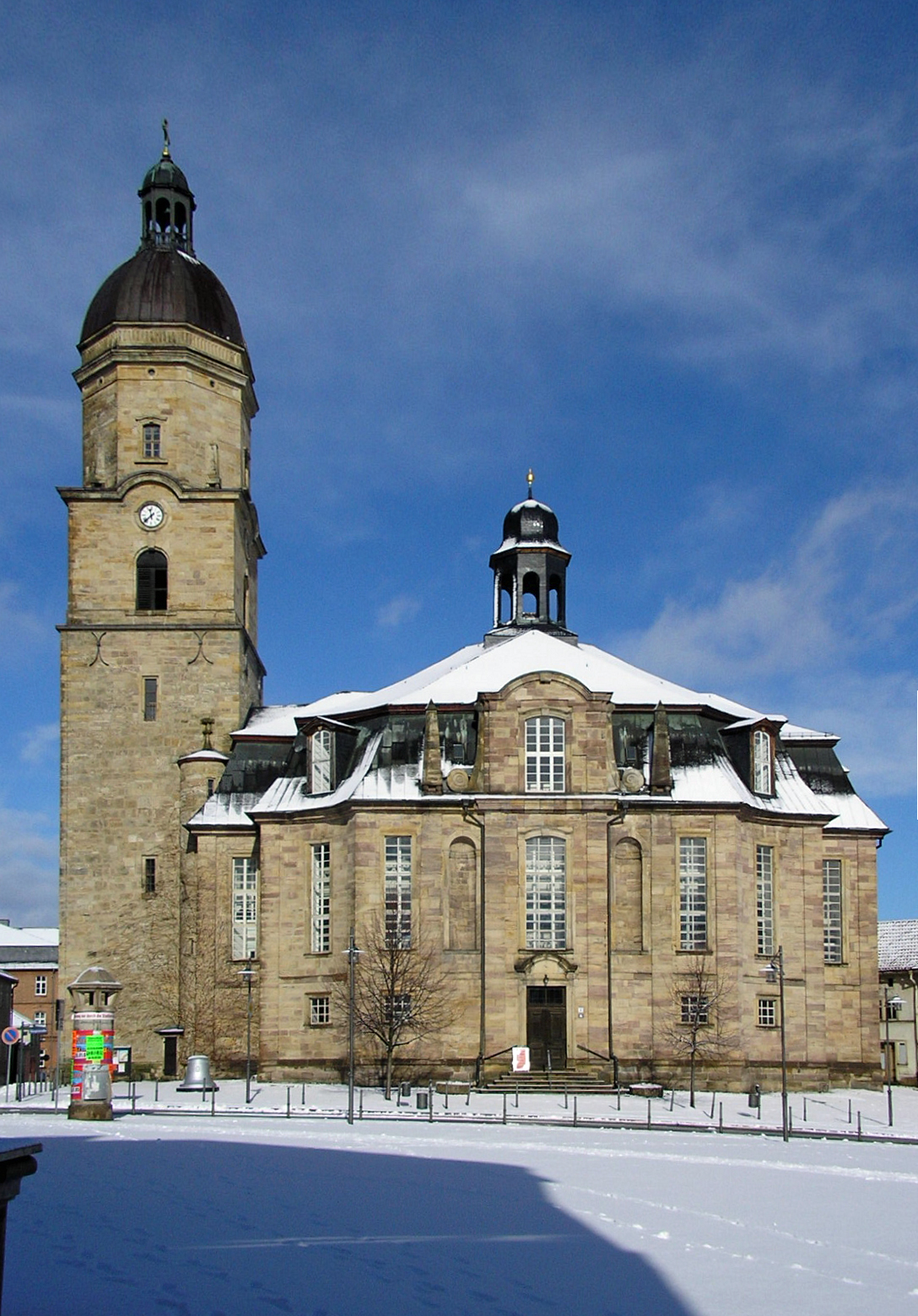
Iglesia mayor
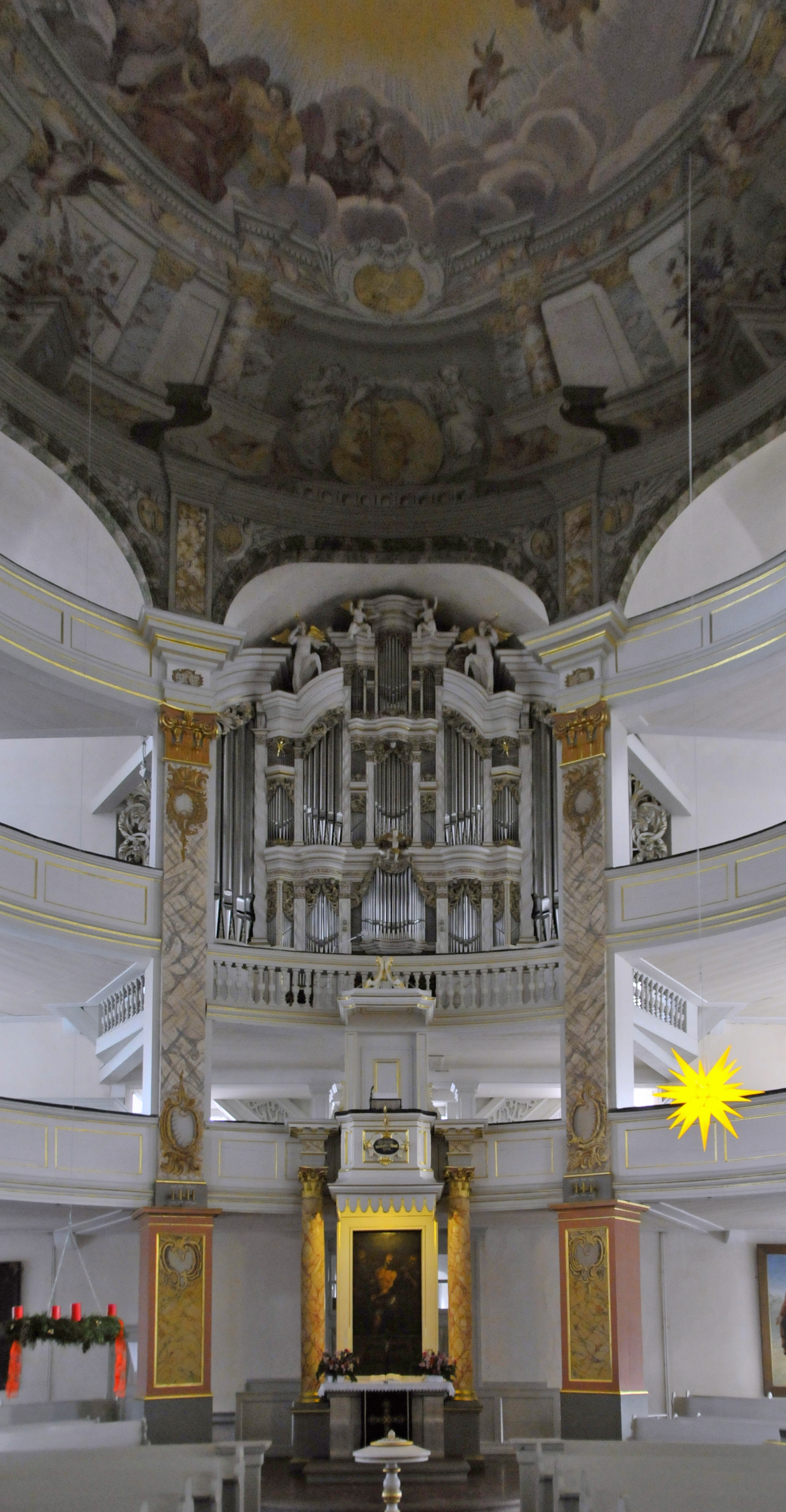
interior de la iglesia mayor
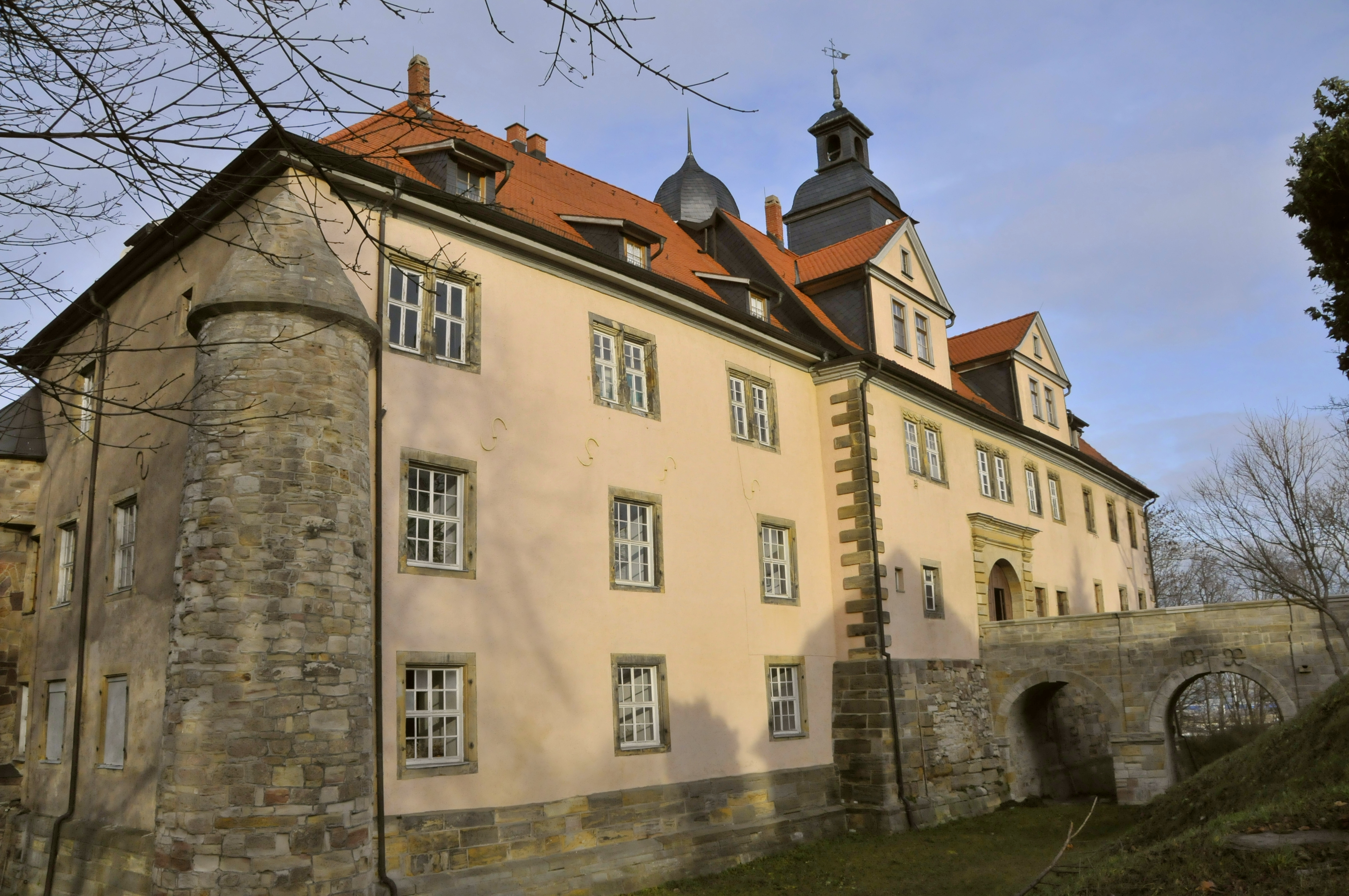
Castillo «Tenneberg»